# جان پسکاتوره
جان پسکاتوره (انگلیسی: John Pescatore؛ زادهٔ february ۲, ۱۹۶۴ (۶۱ سال)) ورزشکار روئینگ اهل ایالات متحده آمریکا است.
وی در مسابقات کشوری و بین‌المللی در مجموع برندهٔ ۱ مدال طلا، ۱ مدال برنز شده‌است.